# Iablunivka, Litîn
Iablunivka (în ucraineană Яблунівка) este un sat în comuna Litînka din raionul Litîn, regiunea Vinnița, Ucraina.

## Demografie
Componența lingvistică a localității Iablunivka
     Ucraineană (100%)
Conform recensământului din 2001, toată populația localității Iablunivka era vorbitoare de ucraineană (100%).